# カナディアン・ナショナル鉄道
カナディアン・ナショナル鉄道（カナディアンナショナルてつどう、英語: Canadian National Railway、フランス語: Chemins de Fer Nationaux du Canada、以下CNと略す）は、カナダの貨物鉄道会社（一級鉄道）である。本社はケベック州モントリオールにある。アメリカ鉄道協会の報告記号はCN、CNA、CNIS。その名の通りかつては国有鉄道であった。
CNは、収入、経営規模ともにカナダ国内最大の鉄道会社で、カナダで唯一の大陸横断鉄道である。その路線は大西洋に面したノバスコシア州から、太平洋に面したブリティッシュコロンビア州へ、また五大湖からアメリカ中央部をミシシッピ川に沿って南下し、メキシコ湾に達している。

## 年表
鉄道組織の形成に関わるものを中心に記す。
- 1918年　カナディアン・ナショナル鉄道設立
- 1919年　グランド・トランク鉄道の株を取得
- 1923年　グランド・トランク鉄道を完全に買収。ラジオサービス開始
- 1927年　セントラル・バーモント鉄道買収
- 1929年　ハドソン湾鉄道がチャーチル北部のターミナルに到達。1951年にCNの一部となる。
- 1933年　路線延長、リン湖（マニトバ州）に到達。ラジオ事業から撤退
- 1936年　カナダ太平洋鉄道(CPR)と旅客輸送で協業する
- 1943年　モントリオール中央駅開業
- 1948年　電気式ディーゼル機関車による貨物輸送を開始。
- 1949年　ニューファントランド鉄道を合併
- 1955年　スーパー・コンチネンタルをモントリオール〜バンクーバー間で運転開始
- 1957年　大西洋と五大湖を結ぶ運河、セントローレンス海路建設のため、モントリオール〜トロント間で40マイルの迂回新線を開業
- 1960年　Canadian National RailwaysからCanadian National Railwayへと社名を変更し、略称をCNとした。蒸気機関車全廃
- 1961年　現在使われているCNのロゴが公開される。本社ビルをモントリオール中央駅隣に移転
- 1963年　大陸横断列車パノラマ運転開始
- 1965年　全線のCTC化完了
- 1968年　UAC ターボトレイン運転開始
- 1976年　旅客部門を分離、VIAの名称を使用開始
- 1977年　エアカナダ、CNマリン売却
- 1978年　VIA鉄道が国有鉄道となる
- 1979年　CRPと共同でCNCPテレコミュニケーション設立
- 1988年　CNホテルを売却
- 1994年　CNとCPRがカナダ東部における事業の共同化を断念
- 1995年　民営化される
- 1999年　イリノイ・セントラル鉄道を傘下におさめる
- 2001年　ウイスコンシン・セントラル鉄道を買収
- 2003年　BCレールの車両等を購入
- 2004年　グレート・レーク・トランスポーテーション買収

## 歴史

### 概要
CNの前身は、カナダ国有鉄道(英：Canadian National Railways、略称CNR)である。CNRは、1918年から1923年にかけて、いくつかの破綻した鉄道を次々と連邦政府が保有して成立した鉄道である。1995年に民営化されてカナディアン・ナショナル鉄道(CN)となった。以後10年間、CNはアメリカのイリノイ・セントラル鉄道（Illinois Central Railroad）やウイスコンシン・セントラル鉄道（Wisconsin Central Railway）等を買収し、アメリカ国内へと路線を延長した。現在は貨物専用鉄道であるが、1978年までは旅客営業も行っていた。現在、旅客営業はVIA鉄道が担っている。

### 創業(1918年〜1923年)
鉄道の破綻による公共交通体系の喪失に危機感を募らせた市民の意識を背景にして、1918年9月6日、政府は破綻寸前のカナディアン・ノーザン鉄道（Canadian Northern Railway）(CNoR)の所有権の大部分を取得し、会社を監視する経営委員会を任命した。同時にCNoRはカナダ政府鉄道（Canadian Government Railways）(CGR)、カナダ・インターコロニアル鉄道（Intercolonial Railway）(IRC)、ナショナル・トランスコンチネンタル鉄道（National Transcontinental Railway）(NTR)、プリンス・エドワード・アイランド鉄道（Prince Edward Island Railway）(PEIR)等の運営を統合をするよう指示された。
同年12月20日、多数の鉄道会社にシンプルに出資し、運営するための手段として、女王陛下の諮問機関を通じて連邦政府はカナダ国有鉄道(CNR)を組織した。IRCをも合併したことは、CNRのスローガン「人民のための鉄道」にぴったりであった。
また、1919年3月7日にはグランド・トランク太平洋鉄道（Grand Trunk Pacific Railway）(GTPR)はその親会社のグランド・トランク鉄道（Grand Trunk Railway）(GTR)による連邦政府への建設債返済ができなくなり、財政危機に陥っていた。連邦政府の鉄道運河省が翌年6月12日まで運営し、CNRに統合した。
最終的に、破綻したGTRは1920年3月21日に経営委員会の監督下に置かれた。一方、経営陣と国有化に反対する株主は法的措置を講じた。調停から数年後、1923年1月30日、GTRはCNRに買収された。その後、いくつかの規模の小さな独立系鉄道が破綻するたびにCNRが傘下に収めていった。
CNRは第一次世界大戦時ということと国内的な緊急性によって誕生した。個人が自動車を所有し、税により高速道路が整備されるようになるまで、長年に渡って鉄道は長距離交通手段の唯一のものであった。そのため、鉄道に関するニュースは人々や行政の耳目を大いに集めた。多くの国が、鉄道網を重要なインフラストラクチャーだと考え、第一次世界大戦の脅威が続く中で、他国同様、カナダは鉄道を国有化をしたのである。
20世紀初頭、多くの国の政府はその国の経済に干渉を強めていった。ジョン・メイナード・ケインズのような経済学者の影響である。この土地政策と結びついた政策潮流は、企業の国有化を促した。1919年のウィニペグ・ゼネラル・ストライキ、ロシア革命は、この政策を有用なものと見せた。市民の不安が高まり、外国からの軍事干渉があるような時期において、鉄道事業の必要性は非常に高かった。

### CNRラジオ
1923年、初代社長のサー・ヘンリー・ソーントンはCNRラジオ局を設置した。乗車中の娯楽として、またライバルであるカナダ太平洋鉄道(CPR)に対するアドバンテージとして、ラジオが受信できるようにした。国中にラジオ放送局のネットワークができ、これは北米における初のラジオ放送網となった。駅に近寄った人だけでなく、列車からかなり離れた場所でも聴くことができた。
CPRはこれを「不公平だ」と抗議し、自社の企業弁護士をしていた男を通じて政界から圧力をかけ、1931年、列車でのラジオサービスを中止に追い込んだ。1933年にはラジオ事業から一切手を引いた。政府には英国放送協会のような公共放送をせよと迫ってもいた。CNRラジオの株は50,000ドルで新たな公共放送カナディアン・ラジオ放送コミッションに売却され、3年後にはカナダ放送協会となった。

### ホテル
19世紀後半、鉄道会社は各地でリゾートホテルを展開した。建前では、長距離を鉄道で旅行する乗客が宿泊するためのものであった。やがてホテルそのものが魅力を持つようになり、ホテル自体が旅行の目的となった。各鉄道会社は、自社がより魅力的になるには、他社より魅力的かつ豪華なホテルを造ればいいと考えた。
カナディアン・ナショナル・ホテルはCNRのホテルチェーンであり、CNRとは不可分のものであった。その最大のライバルはカナディアン・パシフィック・ホテルであった。

### 国有化への批判と実際

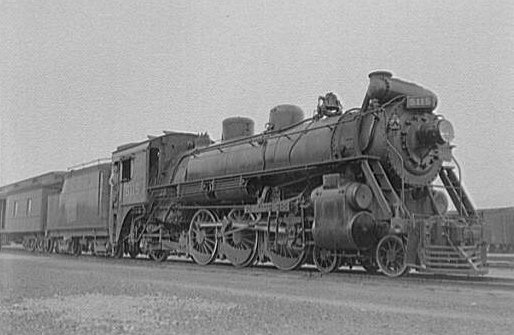
5115号機蒸気機関車

カナダにおける鉄道の政治的、経済的重要性に構わずに言えば、カナダ政府がCNRをカナダ国王の所有として1918年から1995年の民営化時まで維持するための政策に対しては、数多くの批判があった。最も痛烈な批判のいくつかは、商業的に成功したCPRから発せられた。CPRが支払った税金をCPRの競合会社の資金とすべきではない、というものである。
また、1885年から20世紀に突入するころにCNoRがプレーリーで鉄道の営業を開始するまで、CPRが不動産売買において独占的地位を占めていたのと同じように、CPRは土地の価値や埋蔵資源などの計り知れないほどの資産の受給者であり、「政府の子」であるから、CPRはこの批判をする余裕があるとする意見もある。
結果的に、CPRは人口の多い南部プレーリーで路線を展開した。一方、CNRの合併システムは、カナダ西部、オンタリオ州北部、ケベック州、経済的に落ち込んでいるマリタイム地域(ニューブランズウィック州、ノバスコシア州、プリンスエドワードアイランド州)などの遠方かつ未開発地域における、事実上の植民地鉄道であった。
CNRは、破綻した鉄道の寄せ集めであるので、最初から営業的に不利であった。しかも、大都市間や工業地帯を最短距離で結んでいるわけでもないので成長の可能性もない。こんにち、CNは産業や交通の要所から遠く離れたところに多くの支局を持っているのはそのためである。例外は、モントリオールとシカゴの間を結ぶ、旧グランド・トランク鉄道(GTR)の路線だけである。
また、CNRは、アトランティック・カナダ(マリタイム地域とニューファンドランド・ラブラドール州)におけるフェリー事業獲得や、ノーザン・アルバータ鉄道を買収・運営する際にCPRとパートナーシップを組むなどの連邦政府の政策にとって便利な道具でもあった。フェリー事業の請負は、のちにカナダ連邦に加盟する狭軌のニューファンドランド鉄道の請負も伴った。

### 国有ゆえの社会的・経済的機能
政府がCNRに命じる商業施策は、国民の利益を図るものであり、かつ政権与党を利するものでもあることは、周知されている。
CNRの鉄道網が埋蔵資源の豊富な内陸部に達した第二次世界大戦中とカナダの鉄道産業の自由化による1980年代と1990年代初頭を除き、CNRは長年に渡り膨大な損失を計上している。例えば、CNRが機関車を購入するときには、不公平にならないようにカナダの各鉄道車両メーカーから購入する必要があり、多種多様な車両が混在することになって運用効率が悪くなる面もある。欧米での車両開発は車両メーカー主導であり、民営鉄道会社は特定のメーカーから同一形式を大量に導入するのが普通である。日本国有鉄道のように、各メーカーが同じ形式を製造するわけではない。
また、CNRは国有の鉄道として、鉄道の保安システムや輸送計画に対する調査と開発、労働組合との関係などにおいて、鉄道事業の牽引役とみなされていた。
経済的な面では、モータリゼーションが普及する以前は、CNRは、とくにカナダ中心部(東部のオンタリオ州とケベック州)でCPRと競合関係にあった。GTRから引き継いだモントリオール〜シカゴの路線はCPRの同区間の路線と違って両都市をダイレクトで結び、多くの列車を走らせることができた。

### 自由化と資本変更
CNRのもう一つの問題は、採算のとれない支線を多数運営していたことである。鉄道事業における路線の廃止または譲渡の自由化がなければ、あるいは採算のとれる運賃を設定できなければ、CNRもCPRもこれらの路線のために莫大な損失を支払わなければならない。CNRが出した案はデマーケティングという手段で、ごく少数の顧客のためのサービスとしては十分な程度のサービスに抑えることで顧客は便利でローコストのトラック輸送に転換していくことを期待するものである。支線に顧客がいなくなったら、連邦政府は路線の廃止を許可する。かつて数十年前にも自由化はあった。当時、多数の支線は成長の可能性があると考えられており、高速道路に出資している納税者が節税するために鉄道建設に出資していた。
1978年に資本修正するまで、1918年のCNR設立当時からCNRは赤字を計上し、連邦政府はそれを国家予算に計上していた。CNRの持つさまざまな社会的・経済的な面をとらえた結果、数十年に渡り、数十億ドルの助成金を与えてきた。1978年の資本修正と管理方法の変更に続き、CN(1960年にCanadian National RailwaysからCanadian National Railwayへと社名変更し、略称をCNとした)は、自らの負債を自ら抱えることで、資産の減価償却を許し、資本増強のために金融市場に接近するという手法を進め、より効果的な運営をスタートした。そして利益の出る国有の会社となり、1992年までの15年間のうち11年間、CNは黒字を計上し、計3億7,100万ドルの配当を政府にもたらした。

### 事業と組織の再編成
CNが利益を計上するようになったのは、1977年に非中核事業たりえない部分からの撤退を始めてからである。同年、当時CNの子会社であったエアカナダを別の国有会社として改組し、フェリー部門をやはり別の国有会社、CNマリン(1986年にマリン・アトランティックとなる)に改組して切り離した。鉄道事業での旅客部門はVIA-CNという名称の元でひとまとめにした。
翌1978年、連邦政府はVIA鉄道設立を決め、CNとCPRが提供していた旅客輸送を継承することとした。CNの旗艦列車である大陸横断列車スーパー・コンチネンタル(1981年廃止)と、東部で運行されていたオーシャンもVIA鉄道へと移管された。さらに、CNはニューファンドランドでの赤字事業を子会社化し、テラ・トランスポートとしたため、これに対する連邦政府の助成金は会社の事業報告書上にも明らかになった。結局、テラ・トランスポートは1988年に廃止された。
1970年代から80年代にかけて、トラック輸送の子会社、前節で述べたホテル事業(CPRへ譲渡)、不動産、電気通信といった鉄道以外の事業も切り離している。CNとCPが共同で設立したカナダ最大の電気通信事業会社、CNCPコミュニケーションズは、それぞれの電報サービス提供のためのものであったが、のちに資本関係の変化によりブランドがユニテル(ユナイテッド・コミュニケーション)、さらにAT&Tカナダとオールストリームとなった。また、CNがトロントに建てた当時世界一の自立式建造物で、高さが553.33mある電波塔CNタワーは、こちらは現在もその名称を名乗ってはいるが、1995年に連邦政府の不動産所有会社、カナダ・ランズ社(CLC)に譲渡されている。
こうした事業譲渡による収益は、CNが抱えていた負債の返済に充てられた。子会社の売却時、資本変更に先立ち、CNの財政的問題を解決するためとして、すべての子会社は助成金を必要とした。
CNはまた、鉄道路線の縮小も果たした。1970年代の鉄道事業の自由化にあたり、連邦政府から経営の自由を与えられていたのである。同様のことは、1987年にもあり、各鉄道会社が不採算路線からの撤退を決断した。
CNのケースでは、いくつかの支線はいったん政府の庇護化におき、そのほかの1920年代から1930年代にかけて網の目のように敷設されたような支線はもはや地方交通網としては廃れたものとした。その結果、1970年代から1990年代初頭までの間に、数千kmの鉄道路線が廃止された。その中には、ひとつの完全な狭軌鉄道網であったニューファンドランド等のテラ・トランスポートや、プリンス・エドワード・アイランドの路線(その前身はPEIR)をはじめ、各地の支線も含まれていた。
実質的には、CNの地方路線に対する施策は、CNおよび連邦政府への恨みを生じさせた。現在廃止された多くの路線の鉄道敷設権はCNと連邦政府が所有し、
地方自治体や州政府によって廃線跡として整備された。

### 民営化前におけるアメリカでの子会社
1980年代後半のCNの鉄道網は、下記のアメリカでの子会社とあわせて成り立っていた。
- グランド・トランク・ウエスタン鉄道(GTW)
- デトロイト・トレド・アイアントン鉄道(DTI)
- ダルース・ウイニペグ・パシフィック鉄道(DWP)
- セントラル・バーモント鉄道(CV)
- GTを前身とするメイン州ポートランドに至る、通称「グランド・トランク・イースタン線」(1989年に他の会社に譲渡)

アメリカ国内の子会社は、そのあくまでアメリカの鉄道会社であった。というのも、厳密には、アメリカ国内では、外国の政府が鉄道を持つことは許されていなかったため、CNがアメリカ国内に路線を持つことは不可能なのである。しかし、「他の鉄道」の子会社である鉄道であれば、「他の鉄道」の所有者が外国の政府であろうとなかろうと、鉄道を運営できたのである。

### 民営化
1992年、連邦政府外の人物であるポール・テリエがCNの社長兼CEOに就任し、マイケル・サビアが副社長兼CFOに就任し、彼らが率いる新しいマネジメントチームによる、生産性向上のためのCN民営化の準備がスタートした。大規模な解雇での労働力の削減や、支線の廃止や売却などによりCNの肥大した、非効率的な経営の構造を大胆に削減することに成功した。
1993年と1994年、CN、GTW、DWPをあわせてCNノース・アメリカと呼ぶことにして、ブランドの統一を図った。その間、CPRとCNは経営統合の可能性の交渉に入っていた。後日、それはCPRがCNの持つオハイオからノバスコシアの路線すべてを購入すると申し出たことにより、カナダ連邦政府によって拒否された。一方、アメリカの鉄道のどこか(バーリントン・ノーザン鉄道であると噂された)がCNの持つカナダ西部の路線を購入するという話もあったが、どちらもカナダ政府により拒否された。1995年、アメリカでの子会社も含めてCNの名称に復帰した。
1995年6月13日にCN民営化法が制定され、連邦政府は11月28日までに株式公開を果たし、政府が保有していた株をすべて投資家に売却した。この法律には下記の2点が定められた。
- 個人投資家および企業投資家が、CN株の15%以上を保有することを禁止する。
- CNをカナダの企業として残すために、新会社の本社をモントリオールに残す。

### 民営化後の収縮と拡大
株式公開の成功に続き、CNは積極的な合理化を進め、省燃費の新型機関車の購入をするなどの方策により、最高の株価を記録した。カナダ全土にある多くの支線が1990年代終盤までに整理され、それを引き継いだ多くの独立系の短距離路線の鉄道が改めて設立された。こうした路線の合理化は、ハリファクス〜シカゴやトロント〜バンクーバー、プリンスルパートといった東西を結ぶ貨物輸送をCNの中核事業たらしめた。DWPの路線を使用したウィニペグ〜シカゴ間の列車の運行もはじめた。
カナダ国内での撤退に加え、アメリカ国内で南北方向への路線延長を会社の方針とした。アメリカ国内の鉄道会社の再編が進行中であった1998年、CNはイリノイ・セントラル鉄道(IC)を買収した。ICはバンクーバーとノバスコシアを結ぶCNの路線を、シカゴからニューオーリンズへの路線と接続するものであった。この、ひとつの鉄道会社を買収したことが、CNの企業としての目を、カナダ国内を東西を結ぶということだけでなく、北米自由協定に基づいて南北を結ぶということに向けさせた。CNは、カナダ国内の資源をアメリカの中心地域、そしてカンザス・シティ・サザン鉄道を通じてメキシコに輸出する企業へと変貌を遂げた。
1999年、CNと、アメリカ第二の鉄道会社であるBNSF鉄道は合併の協議に入っていると発表した。その際、新会社として北アメリカ鉄道を設立し、CN民営化法に基づき本社をモントリオールに置くこととした。CNの社長ポール・テリエとBNSFの社長ロバート・クレブスによるこの発表に、競合する一級鉄道であるユニオン・パシフィック鉄道(UP)やCPRが抗議した。利用者たちは1998年にUPがサザン・パシフィック鉄道を買収した際にテキサス州南東部においてサービス低下と混乱を招いた経験から、これに反対した。これらの圧力により、連邦陸上運輸委員会(英：Surface Transportation Board、STB)はすべての鉄道には合併までには15ヶ月の猶予を課すこととし、とりわけCNとBNSFの合併を阻止しようとした。その結果、この合併は撤回された。
STBによる猶予期間終了後、2001年にCNはウイスコンシン・セントラル社(WC)を買収した。これによって、CNはミシガン湖とスペリオル湖周辺の鉄道網を入手でき、シカゴとカナダ西部の間をより便利にすることができた。WCはカナダ国内にもスーセントマリーやアッパー半島に接続するアルゴマ・セントラル鉄道という子会社を持っていたので、これもこの買収に含まれた。WCの買収はCNをEWSのオーナーをも意味した。EWSはWC主導で設立された合弁会社でイギリス最大の貨物鉄道会社であった。
2003年5月13日、ブリティッシュコロンビア州政府は国営企業であるBCレール(BCR)の車両と設備をオークション方式で売却すると発表した。州政府はいわゆる地上設備、つまり路線と線路敷設権を保有する。11月25日、CPRやアメリカの企業を退け、CNが10億カナダドルで落札した。譲渡は翌2004年6月15日に終了した。CPRを含む多くの反対者は、州政府とCNを不正取引があったとして告訴したが、政府によって否定された。
政府がBCR沿いの街に景気刺激策として施したのだ、という議論もされた。政府は、この政策は沿線の経済開発を進めるためだと主張したが、地方自治体がリース料を得るための売却だ、と見る者もあった。この数年前、この路線の旅客輸送は損失の拡大に伴ってBCRによって廃止されていた。廃止された旅客輸送はロッキー・マウンテーニアがとって替わったが、運賃はBCR時代の2倍以上となった。
CNはまた2003年10月に、ブラックストーン・グループから3億8000万ドルでグレート・レーク・トランスポーテーション(GLT)を買収すると合意したことを発表した。GLTはベッセマー・アンド・レイク・エリー鉄道(BLE)、ダルース・ミセーベ・アンド・アイアン・レンジ鉄道(DMIR)、ピッツバーグ・コンニュート・ドック社の親会社であった。CNが買収に踏み切った最大の理由は、WCを買収して以来、シカゴ〜ウイニペグ間の路線についてミネソタ州ダルース付近にあるわずか17キロメートルの"峡谷"を抜けるためにDMIRの軌道使用権を利用する必要があったためであった。CNとしてはこの区間を買収したかったのだが、GLTから企業全体を買収するよう要求されたのである。またGLTの資産には、諸種の港湾施設に加えて、石炭や鉄鉱石などの大量輸送に適した五大湖を航行する8台の船舶も含まれていた。STBはこの取引を認可し、2004年5月10日、CNはGLTを買収した。

### 現在のCN

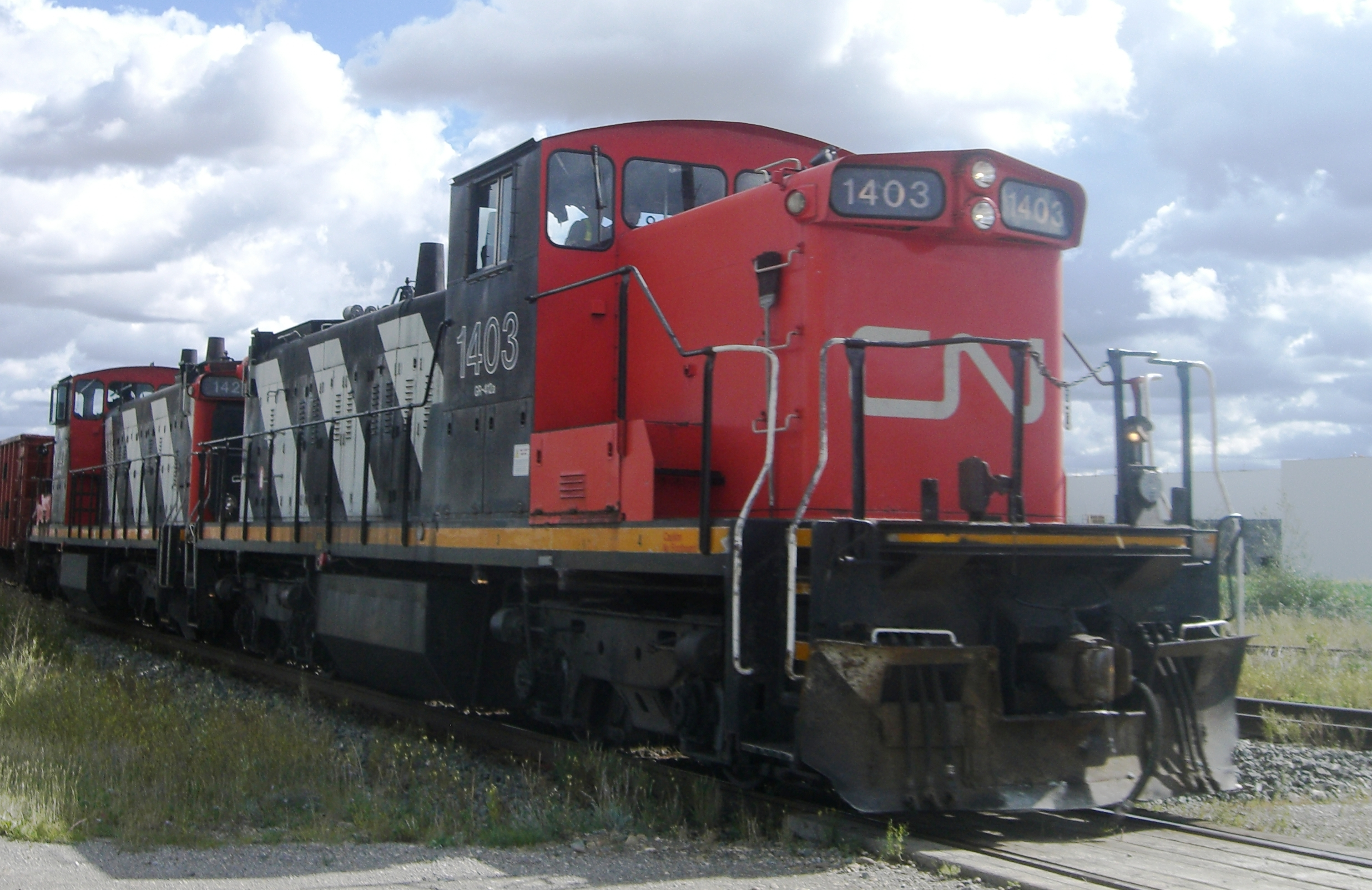
エドモントンのbusy East JunctionでのCN列車,2006年

ふたつの国で事業を運営することから、法的には、アメリカ国内のCNはグランド・トランク・コーポレーション（Grand Trunk Corporation）傘下となっている。
1998年にICを買収してから、CNは「スケジュール通りに運行される貨物鉄道」を標榜しはじめた。これにより荷主との関係が強化され、また機関車や貨車の余剰を減らすことができた。CNは引き続き現存する鉄道網の合理化を進め、複線区間の撤去したり、一方で待避用の側線を増設したりした。
CNはまた、操車場での機関車無線操縦化の先頭を走った。操車場で働く作業員を減らすことができ、労働災害を減らすこともできるのである。
CNは、近年の北米の鉄道事業者の間では、CNがもっとも生産性が向上し、営業費比率がもっとも低くなってきており、会社としてますます利益体質になってきているということを喧伝している。

### 近年のCNに関する主なできごと
1999年12月、ケベック州サンロムアルドにあるウルトラマーの石油精製所とモントリオールの石油備蓄基地を結ぶユニットトレイン(同一貨物を同一区間輸送する貨物列車)である「ウルトラトレイン」が脱線し、貨車同士が衝突、爆発事故を起こした。乗務員が亡くなった。現場はモントリオールの南、サントマドレーヌ〜サンチレール間である。脱線の原因は、分岐器のフログが傷み、破損したためである。多くの乗務員によれば、この区間は欠陥がある部分として知られており、再三の報告にもかかわらず、会社は効果的な修理を拒否していた。亡くなった乗務員を記念し、この路線に設置された新しいふたつの駅は、彼らの名前をとり、デービスとテリオーと名付けられた。
2003年5月14日、ブリティッシュコロンビア州のマクブリッジ近郊で、貨物列車の重量のためトレッスル橋が崩壊し、乗務員2名が亡くなった。両名は、この鉄橋を渡ることが安全でないとして、別の列車の乗務を拒否して懲戒処分を受けたことがあった。1999年からの一連の調査で、いくつかの橋は一部が腐食していながらも会社からは修復の指示がなされていないと報告された。亡くなった両運転士への懲戒処分は、死後ではあったが撤回された。

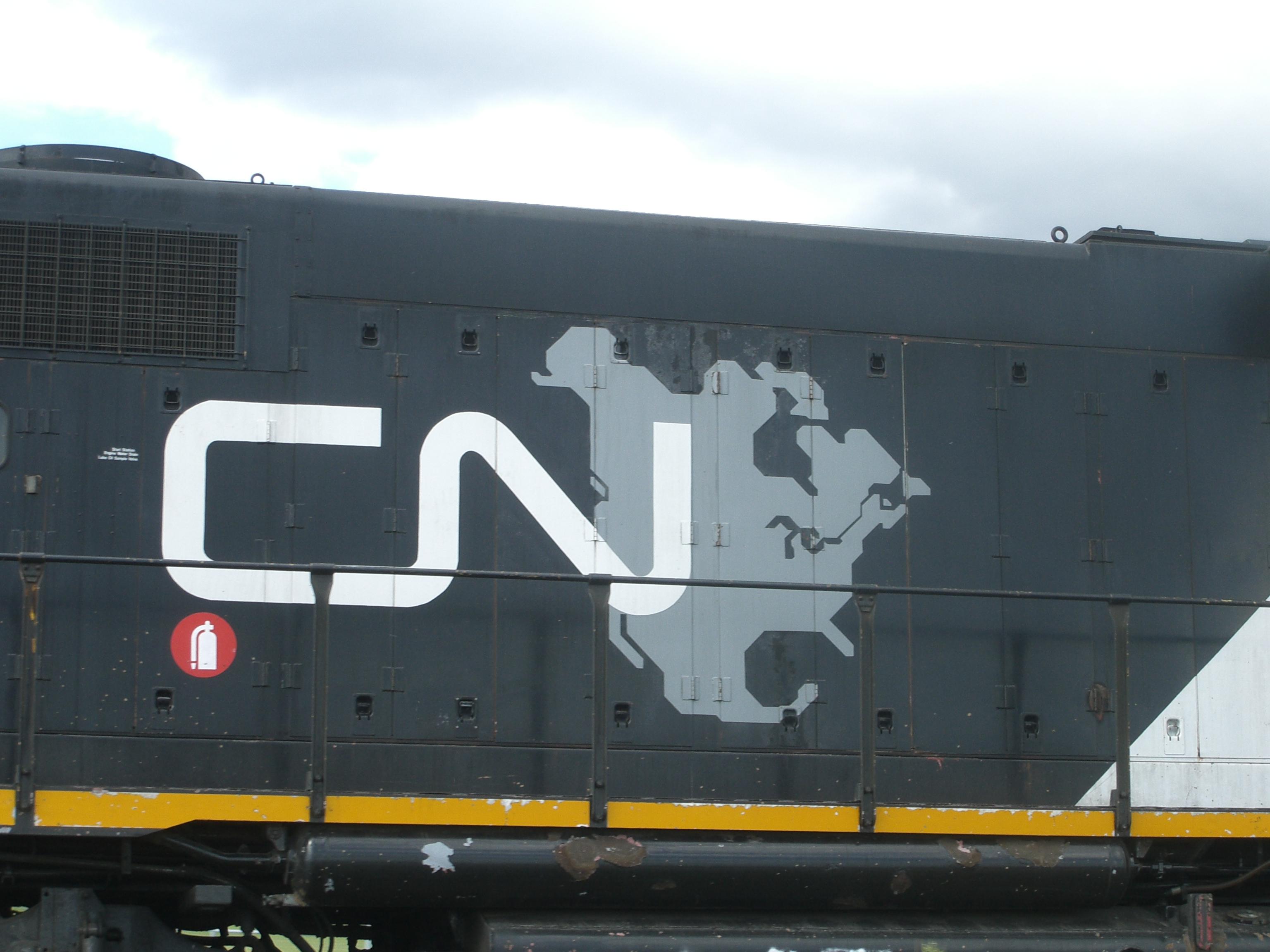
短期間に終わった"CN North America"ロゴ。1993年から1995年にのみ使用され、のちに"CN"ロゴとなり、現在に至る。

CNが2003年、略称を「Canadian National(カナダ国有)」ではなく「CN」とだけしたことで、カナダ政府の一部で論争が再燃した。アメリカ国内では、イラク戦争に参加しなかった「カナダ」の印象が悪く、「カナダ」を連想させない「CN」にしたのではないか、というものである。CNはもはやカナダの企業ではなく、アメリカの株主のものなのか、という議論が巻き起こり、カナダの運輸大臣はCNのとった処置を「不愉快だ」と述べた。この論争は、ほとんどの大企業は略称で呼ばれているという事実を認識することにより、収束した。にもかかわらず、相変わらず法的には「カナディアン・ナショナル鉄道」と呼ばれている。
2004年3月、カナダでもっとも大きな労働組合であり、CNにも組合員のいるカナダ自動車労働組合は、組合と経営側に根の深い分断があると表明した。
2005年8月、アルバータ州のワバマン湖の住民は、CNの貨物列車脱線による油流出事故に対する不満から、CNの路線を封鎖した。8月5日、9両の貨車がスコーミッシュ付近のチカマス川の鉄橋で脱線して川に落下した。ほとんどは材木が積荷であったものの、水酸化ナトリウムを積んだ貨車が1両あり、41,000リットルが川に流出した。数千リットルの軽油も流出した。カナダ放送協会(CBC)はこの汚染からの回復に50年を必要とするだろうと述べた。ブリティッシュコロンビア州政府は周辺の井戸の使用の禁止を命じ、CNは飲料水をトラック輸送して対応した。リカマス川は釣り産業でにぎわっていたが、その先行きも不透明となった。
州政府は、CNの対応が悪いと非難し、州史上最悪の化学汚染だと非難した。
カナダ運輸省は、多くの両数の脱線事故に鑑みて、CNの列車は最大80両とする規制を言い渡した。伝えられるところによれば、CNは150両もの貨車を連結し、山岳路線を走行していたとのことである。
2006年6月30日、リロートの北20マイルのモランで、別の脱線事故が起き、さらなるCNの安全施策への疑問が生じた。8月にはリットンの近くで日を分かたず2件の脱線事故が起きた。ひとつはCPRの20両の石炭車がCNの路線を走っている際に置き、12両がトンプソン川に転落した。もうひとつは穀物を積んだ12両の貨車が転覆し、CNのほかの列車に積み荷をぶちまけた。
2007年8月4日には、列車の衝突事故が起きた。ブリティッシュコロンビア州プリンス・ジョージ近くのフレイザー川の土手で、ガソリンや軽油、木材を積んだ数両が爆発、炎上した。空中からの消火活動が行われた。積荷の油の一部はフレイザー川に流出した。
2007年12月4日、アルバータ州ストラスコナ郡エドモントンで列車が脱線した。28両が脱線したが、幸いにもほとんどが空車か、木材やパイプなどの危険ではないものを搭載していた。
2021年3月、アメリカのカンザス・シティ・サザン鉄道を買収することを発表。これに対し、同じカナダのカナダ太平洋鉄道も対抗して買収提案を行ったが、同年8月12日、カンザス・シティ・サザンの取締役会は、カナディアン・ナショナル鉄道の提案を推奨した。

## 旅客列車

### 初期の旅客輸送
CNR設立時、継承した旅客列車は無数にあったが、次第にそれらは整理されていった。1920年12月3日、CNRはコンチネンタル・リミテッドの運転を開始。これは、以前の鉄道事業者の数でいえば4つの鉄道にまたがる列車であった。1920年代は旅客輸送が増加した時代で、CNRは新たな列車を設定し、また前述のようなラジオ放送などのサービスも展開していった。
旅客輸送の増大は、1929年から1939年まで続いた世界恐慌でいったん途切れるが、第二次世界大戦中から再び増加に転じた。戦争終結時には車両が老朽化し、また疲弊していた。それを象徴する事故が、1947年9月1日にマニトバ州のトゥガルドで起きた事故と、1950年11月21日にブリティッシュコロンビア州のカヌー川で起きた事故である。前者は老朽化した木造車の列車と新しい鋼製車の列車が衝突し、主に木造車が破壊され、31名が死亡する事故であり、後者は朝鮮戦争出兵ために大韓民国へ行く予定の軍隊を乗せた列車が旅客列車と衝突し、21名が死亡する事故であった。これらの事故を鑑みて、1953年、CNRは359両の軽量客車を発注し、幹線に投入した。

### 大陸横断列車
1955年4月24日、CPRが大陸横断列車ザ・カナディアンを発表したのと同日、CNRは同じく大陸横断列車のスーパー・コンチネンタルを発表した。この列車には、新しい流線形の車両が充当された。しかしながら、スーパー・コンチネンタルはザ・カナディアンほど魅力的ではないとされた。なぜならば、車両の天井に窓のあるドームが突きだしたドームカーが連結されていなかったからである。CNは1960年代にミルウォーキー鉄道からスーパードームを譲り受け、夏季の旅行シーズンに運転された。
カナダにおける旅客輸送は第二次世界大戦から1960年までの間に大幅に減少した。その理由は、自動車と航空機の普及である。1960年代、NRのライバルである民営のCPRは旅客輸送そのものを著しく削減した。しかし、CNは国有企業であるため、旅客輸送サービスを継続し、新たな運賃制度を考案し、旅客を増加させた。

### ターボトレインの運行
1968年、CNは新たな高速列車、UAC ターボトレインの運行を開始した。ガスタービンエンジンで発電した電力で走る列車で、トロントとモントリオールの間を4時間で結んだ。しかし、燃費の悪さと信頼性のなさで、成功したとはいいづらいものであった。ターボトレインに使われた車両は1982年までに使用を停止され、ニュージャージー州のナポラノ・アイアン・メタルにて解体された。

### VIA鉄道の設立、旅客部門の分離
1976年、CNは旅客輸送部門を切り離してVIA-CNを設立した。VIA-CNはCPレール(CPRの当時の社名)と旅客輸送部門で協調し、のちにカナダ国内の都市間輸送列車を運転する会社として別途国有化され、VIA鉄道となった。VIA鉄道は、1978年4月1日よりCNの旅客部門を受け継いだ。一方で、CNはモントリオールでの通勤列車の運転に出資し続け、1982年、モントリオール・コミュニティ・トランジット・コミッション(MUCTC、現STM)が資金面を引き継ぎ、CNは子会社モントレインを設立してモントリオールのデュ・モンテーニュ〜モンサンチラール間の通勤列車の運行にあたっている。

### 買収による旅客列車の継承
2001年にはアルゴマ・セントラル鉄道(AC)を買収し、CNはスーセントマリーとハースト (オンタリオ州)間での旅客輸送を開始した。また、スーセントマリーからアガワ渓谷まで行くツアーも始めた。このツアーで使用される列車は最大28両の客車と2両の食堂車を連結する。これらの車両は1953年から1954年にかけて、カナディアン・カー・アンド・ファウンドリーで製造されたものであり、VIA鉄道に継承され、さらに1990年代に入ってからACが購入していたものである。スノー・トレインツアーが秋から冬にかけて開催される。
2004年にはCNはBCレールを買収し、シートン・ポーテージ〜リルエト間でレールバスによる旅客輸送を開始した。

## 車両

### 蒸気機関車
CNRはまず1927年に車軸配置(以下、ホワイト式とアメリカ式を併記する)4-8-4のコンフェデレーション型蒸気機関車を配備した。20年以上に渡り、200両以上が旅客列車や貨物列車に使用された。また、4-8-2のマウンテン型が、とくに旅客列車に使用された。流線型の6060番がCNで使用された最後の蒸気機関車となった。1970年代まで団体旅行等に使用された。また、2-8-2のミカド型も使用されていた。

### 電気機関車
CNはカナディアン・ノーザン鉄道から数両の電気機関車を継承した。これはモントリオールのマウント・ロイヤルトンネル用に1914年から1918年の間にニューヨーク州スケネクタディのゼネラル・エレクトリック(GE)で製造されたものである。電化設備は直流2,400ボルトであった。
1943年に新たにモントリオール中央駅を開設する際、この駅でを煙のない駅としたため、性能的に近い機関車が港湾局から補充された。これらの機関車は1924年にベイヤー・ピーコックとイングリッシュ・エレクトリックで製造されたものである。1950年、GE製の、運転室が車体中央にある機関車が3両追加された。1952年、モントリオールのカナディアン・カー・アンド・ファウンドリー製の電車が配置された。
電化されていたのはモントリオール周辺に限られ、モントリオール中央駅からモサン・ランベール(南)、ターコット(西)、サン・テュスタッシュ(のちのデュー・モンテーニュ、北)までであった。そのうえ、蒸気機関車がディーゼル機関車へと置き換えられたため、電化区間以外からモントリオール中央駅へ乗り入れる際にいちいち電気機関車へと交換する必要はなくなり、西からの路線と南からの路線の架線は取り外された。電化設備が残された区間では、電気式ディーゼル機関車が牽引してきたVIA鉄道の列車を、ディーゼル機関車ごと電気機関車で牽引していた。電気機関車は1995年6月6日限りで廃止となった。最後に列車を引いたのは、1918年にマウント・ロイヤルトンネル貫通式で列車を引いたのと同じ機関車であった。
同1995年、エージェンス・メトロポリタン・デ・トランスポート(AMT)が運行する電車であるコミュータートレインが、交流25,000V電化で開業した。

### ディーゼル機関車・気動車

#### 車種
1929年、CNRはウェスティングハウス・エレクトリック製の電気式ディーゼル機関車の使用を開始した。これは北アメリカ初の幹線でのディーゼル機関車運転であり、機番は9000と9001が付番された。鉄道のディーゼル化（つまり蒸気機関車の廃止）の可能性を証明はしたが、信頼性では満足のいくものではなかった。また、世界恐慌がディーゼル機関車発展の妨げとなった。9000は1939年まで、9001は1947年まで使用された。
CNRが改めてディーゼル化を開始したのは第二次世界大戦後であり、1960年までに完了した。この世代のディーゼル機関車は、ゼネラルモーターズ・ディーゼル（GMD）とアルコおよびその子会社のモントリオール・ロコモティブ・ワークス（MLW、在カナダ）が製造したものである。
ニューファンドランドの狭軌路線向けとしては、GMDのNF110（9両、ロードナンバー900〜908、以下同）、NF210（37両、909〜946）を導入した。同路線の支線用としては、GM-EMD（現EMD）のG8（6両、800〜805）を導入した。

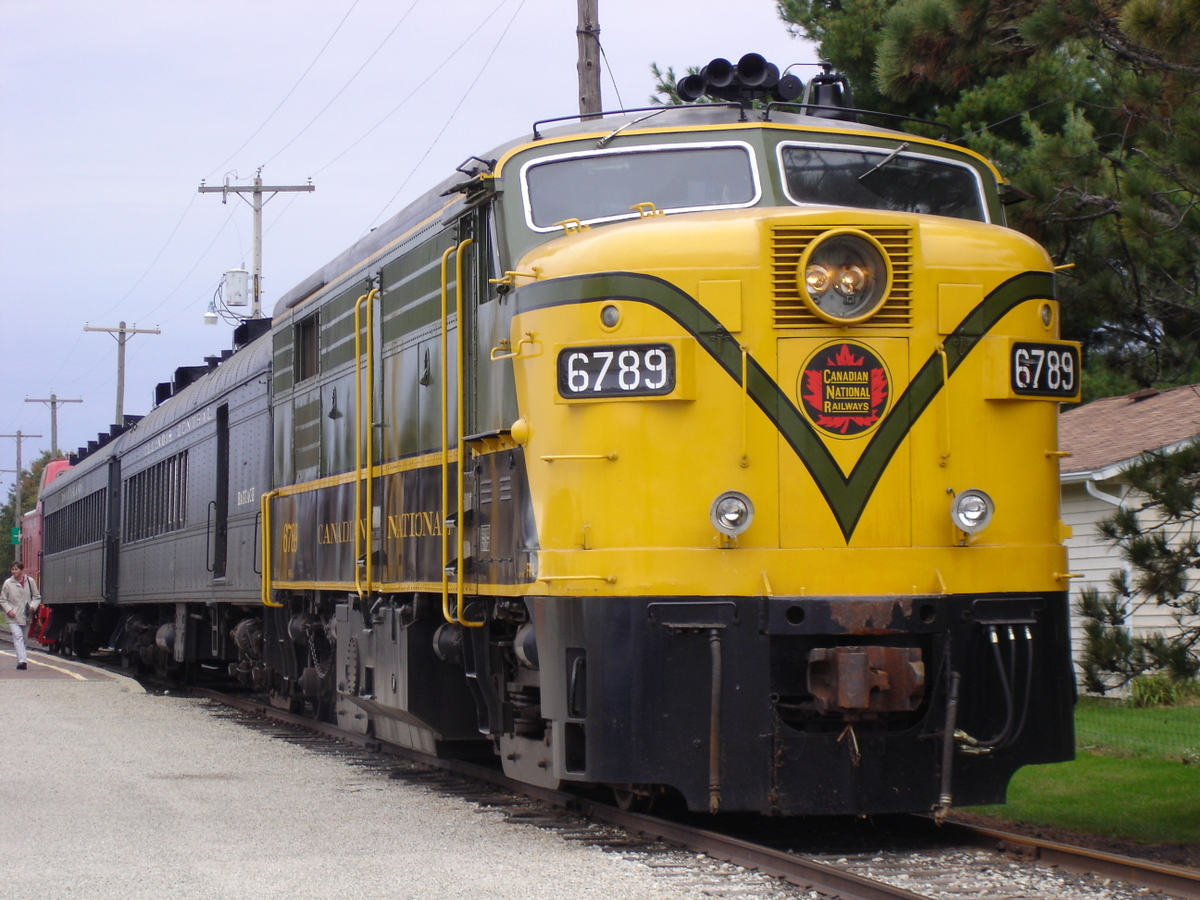
国有時代塗装の6789号機 (FPA-4)

CNRの旅客用としては、GM-EMDのFP9、カナディアン・ロコモティブ・カンパニー (CLC) のCPA16-5（6両、6700〜6705）、アルコのFPA-2（6両、6706〜6711）、同FPB-2（6両、6806〜6811）、同FPA-4（34両、6760〜6793）、同FPB-4（12両、6860〜6871）を導入した。これらの機関車はもっぱら旅客列車に使用された。
また、バッドの気動車を60両導入したほか、客貨両用の機関車も導入した。1978年にVIAレールはCNから旅客事業を引き継いだとき、旅客用の大半を継承した。
CNは、2007年現在1,548両の機関車を所有している。そのほとんどはGM-EMD、またはそれを引き継いだEMD製かGEトランスポーテーション・システム (GE) 製である。現代の主流はEMDのSD70IとSD75I、そしてGEのC44-9Wである。近年、新型であるEMDのSD75M-2、GEのES44DCが発注されている。一方で、製造から30年以上経過したような古い機関車がいまでも稼働している。近年、重量列車牽引用機関車では交流モータを採用するものが多いが、CNは頑なに直流モータの仕様の機関車を導入している。

#### 外観および特有の装備
CNの機関車は、外観においてユニークである。EMDやGEのメーカー仕様のスタイルと違い、前部のボンネットの幅が広く、前面窓は4枚、運転台は北米の標準的な安全タイプ。ES44DCは、視界を拡大するためにC44-9Wのように涙滴形の前面窓を持っている。
ブリティッシュコロンビア州での脱線事故のあと、CNはアンチクライマー(車両同士が衝突したときに、お互いに乗り上げないようにするための、水平方向に何枚か平行で車両前面下部に貼られた板)下部にライトを増設した。これらのライトは内向きに配置されており、踏切やカーブでの被視認性を向上させている。また、class-lightsを装備しており、ES44DCでは前頭ボンネットの左上と右上に配置し、機関車が後退するときに点灯している。
多くの鉄道が機関車の運転に必要な機器を操作盤の上にまとめた「デスクトップコントローラー」を注文したのに対し、CNは保守的な形態を採用した。すなわち、運転士の横にコントローラーを置き、水平方向に突き出すようにして運転する。この方式は運転操作を容易にし、操作盤の上になにもないことから、運転士は足を投げ出しても運転できる、とも言われた。
GM-EMDのSD50F、SD60F、GEのC40-8Mは車両限界いっぱいの幅の広い車体を採用し、後部に向けてテーパー状になっており、後方の視界を広くとることができた。この形態は「ドラッパー・テーパー」と呼ばれている。

### 過去においてCNR・CNの子会社だった企業等
- CNマリン
- テラ・トランスポート
- エアカナダ
- カナディアン・ナショナルホテル